# یواس‌اس استریبلینگ (دی‌دی-۹۶)
یواس‌اس استریبلینگ (دی‌دی-۹۶) (به انگلیسی: USS Stribling (DD-96)) یک کشتی بود که طول آن ۳۱۴ فوت ۴ ۱⁄۲ اینچ (۹۵٫۸۲۲ متر) بود. این کشتی در سال ۱۹۱۸ ساخته شد.